# Chlorobi
I Chlorobi Iino et al., 2010 sono una phylum del regno dei batteri.

## Descrizione
Si presentano come batteri non-mobili (fatta eccezione per Talassium Chloroerpeton che possono strisciare) e sono visibili come sfere, barre e spirali. Possono effettuare la fotosintesi utilizzando le batterioclorofille (BChl)c, d, e, dei pigmenti fotosintetici molto simili alla clorofilla di piante, alghe o cianobatteri, che si trovano nei clorosomi, strutture congiunte alla membrana e che si presentano come complesso antenna. Usano ioni solfuro o ioni ferro come donatori di elettroni e tale processo è mediato dal centro di reazione di tipo 1, oltre che dal complesso Fenna-Mettews-Olson. Lo zolfo elementare depositato all'esterno della cellula può essere ulteriormente ossidato.